# Aimé Dallemagne
Pour les articles homonymes, voir Dallemagne.
Aimé Dallemagne est un artiste peintre aquarelliste, dessinateur et graveur à l'eau-forte (on lui connaît cependant de rares lithographies) français né le 16 mars 1882 à Saint-Germain-en-Laye (Yvelines), qui vécut au Mesnil-le-Roi et qui est mort le 23 juin 1971 à Boulogne-Billancourt.

## Biographie
Installé au Mesnil-le-Roi, élève de Amand Gautier et Jobbé-Duval, Aimé Dallemagne est membre de la Société des artistes français où il expose à partir de 1905, obtenant une médaille de troisième classe en 1914, une médaille de deuxième classe en 1921, où il est ensuite membre du jury.
Les traits d'Aimé Dallemagne nous restent fixés par le portrait qu'en fit en 1913 le peintre Damblans.

## Expositions
- Salon des artistes français, à partir de 1905.
- La gravure originale en noir, Galerie Allard, Paris, novembre 1911[4].
- Exposition d'art français et belge, Exposition universelle de 1915, San Francisco, Rue Malpalu à Rouen[5].
- Exposition d'art français, Palais municipal des beaux-arts, Barcelone, 1917[6].

## Réception critique
- « Aimé Dallemagne montre un dessin précis, un trait dur et serré d'aquafortiste dans ses aquarelles sobrement colorées : des architectures indiquées avec économie, sans vains détails, des châteaux, des églises et des cloîtres. » - Gérald Schurr[7]
- « Il peint des aquarelles avec une économie de moyens, sur un trait précis qui rappelle ses qualités d'aquafortiste. » - Dictionnaire Bénézit[8]

## Collections publiques
- Musée des beaux-arts de Blois, Rue Malpalu à Rouen, eau-forte.
- Fonds livres d'artistes de la médiathèque de Chartres, Visage de Chartres, portfolio d'eaux-fortes originales.
- Département des arts graphiques du Musée du Louvre, Paris.
- Bibliothèque nationale de France, Paris.
- École nationale supérieure des beaux-arts, Paris, L'intérieur de la Sainte Chapelle, eau-forte (ancienne collection Louis-Norbert Hanniquet).
- Ministère de la défense nationale, Paris, Rue Malpalu à Rouen, eau-forte.
- Ministère de l'éducation nationale, Paris, Chapelle de l'Hôtel de Cluny, eau-forte.
- Préfecture de police, Paris, Cour d'honneur du Musée de Cluny, eau-forte.
- Mairie du Quesnoy, L'église Saint-Aubin, eau-forte.
- Ambassade de France à Bruxelles, Château de Clisson, eau-forte.
- Institut français de Varsovie, La Cour du halage à Rouen, eau-forte.